# Эйкин, Джон
Джон Эйкин (англ. John Aikin; 5 января 1747 — 7 декабря 1822) — английский врач и писатель; редактор, доктор медицины (1780). Отец писательницы Люси Эйкин и химика Артура Эйкина.

## Биография
Родился в деревне Кибуорт юго-восточнее города Лестер в семье преподобного Джона Эйкина, священника пресвитерианской церкви.
Получил медицинское образование в Эдинбургском университете, продолжил учёбу в Лондоне под руководством Уильяма Хантера. Работал в качестве хирурга в Честере и Уоррингтоне. В 1780 получил степень доктора медицины.
В 1792 году переехал в Лондон, где был практикующим врачом-консультантом. Тогда же занялся литературным творчеством.
В 1796 году стал первым редактором ежемесячного журнала «Monthly Magazine», который редактировал до 1807 г. и газету «Athenaeum» (1807—1809).

## Творчество
Автор известных научно-популярных сочинений, произведений для детей.
Вместе со своей сестрой Анной-Летицией Барбо, опубликовал популярную серию книг для семейного чтения«Evenings at Home» (6 тт., 1792—1795), которые были переведены на многие европейские языки.

## Избранные произведения
- Evenings at Home (1792—1795)
- Letters from a father to his son, on various topics, relative to literature and the conduct of life (1794)
- A Description of the Country from Thirty to Forty Miles Round Manchester (1795)
- General Biography (в 10 томах, 1799—1815)
- Annals of the Reign of George III (1816)
- Select Works of the British Poets (1820)

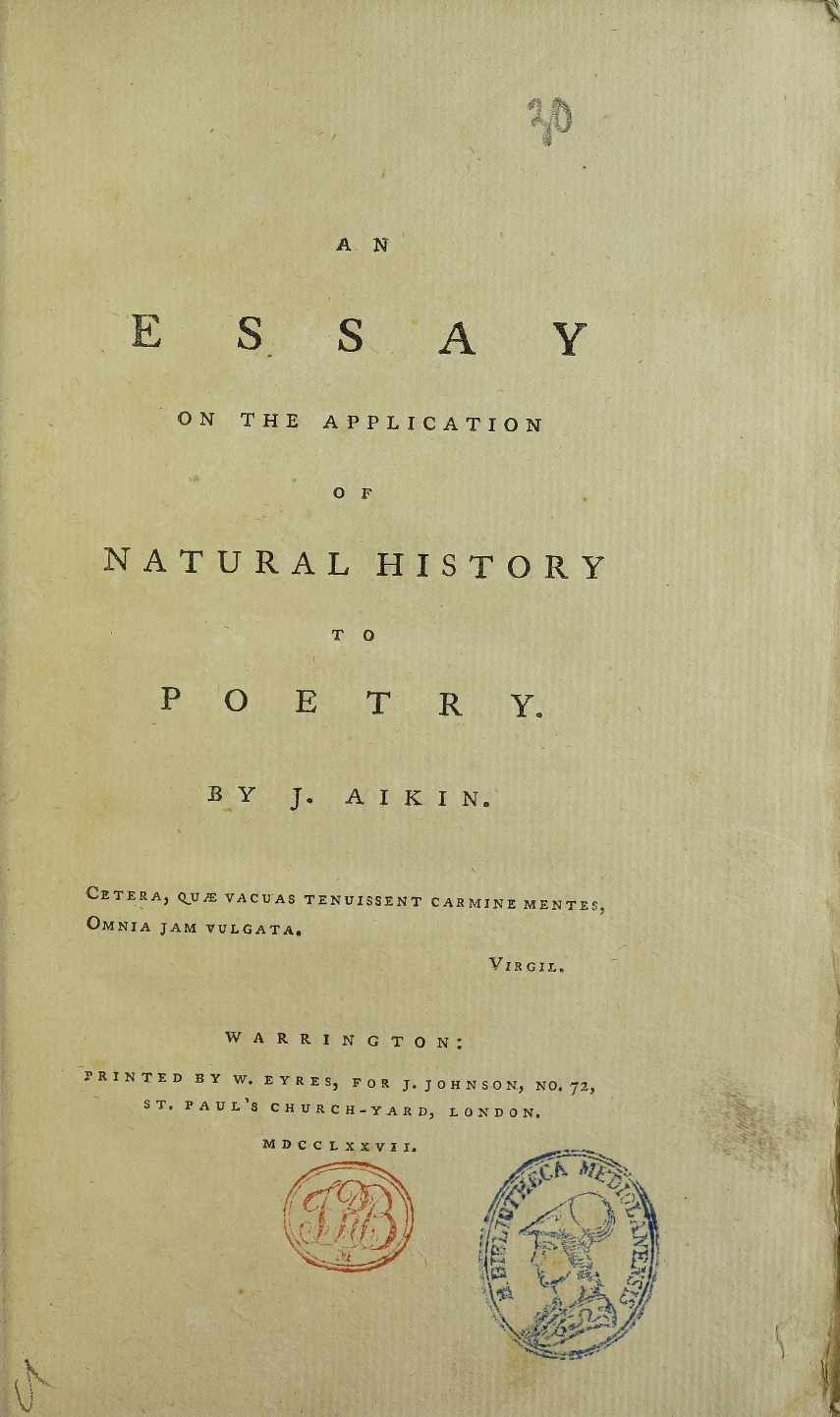
Essay on the application of natural history to poetry, 1777